# Résolution 213 du Conseil de sécurité des Nations unies
Membres permanents
- Chine (Taïwan)
- États-Unis
- France
- Royaume-Uni
- URSS

Membres non permanents
- Bolivie
- Côte d'Ivoire
- Jordanie
- Malaisie
- Pays-Bas
- Uruguay

Résolution no 212 Résolution no 214
La Résolution 213 est une résolution du Conseil de sécurité des Nations unies adoptée le 20 septembre 1965, dans sa 1243e séance, concernant Singapour et qui recommande à l'Assemblée générale des Nations unies d'admettre ce pays comme nouveau membre.

## Vote
La résolution a été approuvée à l'unanimité.

## Contexte historique
En 1959 les Britanniques dotent Singapour d’une Constitution propre et Lee Kuan Yew est élu Premier ministre. Son parti, le People's Action Party (« Parti d'action populaire ») propose alors l’intégration à la fédération des États de Malaisie, ce qui fut fait le 16 septembre 1963. Peu après, les Malais de la péninsule forcent Singapour à quitter la Fédération (contre le gré de Lee Kuan Yew), dès 1964, des troubles éclatent, et l’indépendance de la république de Singapour vis-à-vis de la Fédération est proclamée le 9 août 1965 (issu de l'article Singapour).
À la suite de cette résolution ce pays est admis à l'ONU le 21 septembre 1965,.

## Texte
- Résolution 213 Sur fr.wikisource.org
- Résolution 213 Sur en.wikisource.org